# Ріо-Муні
Рі́о-Му́ні (мовою фанґ: Мбіні) — континентальна частина Екваторіальної Гвінеї. Межує з Габоном і Камеруном. Адміністративна столиця регіону — Бата.
Територія займає площу 26 000 км², населення — понад 400 000 осіб.

## Історія
Територія Ріо Муні була віддана Португалією до влади Іспанії у 1778 році. Територія була частиною провінції Іспанська Гвінея, разом з островом Бйоко, з 1959 до 1963, після цього стала частиною іспанської колонії Екваторіальна Гвінея. У 1968 Екваторіальна Гвінея здобула незалежність.
Етнічний склад Ріо Муні — фанґ.

## Адміністративний поділ
За адміністративно-територіальним поділом, регіон ділиться на 4 частини: Сентро-Сур, Ке-Нтем, Літорал і Веле-Нзас.
Найбільше місто — Бата, але існують й інші важливі населені пункти: Евінайонґ, Ебебіїн, Акалайонґ, Акуренам, Монґомо, Севілья-де-Нієфанґ, Вальядолід-де-лос-Бімбілес і Мбіні.